# Drei Engel für Charlie (Fernsehserie, 2011)
Charlie’s Angels bzw. mit deutschem Titel Drei Engel für Charlie ist eine US-amerikanische Dramaserie, die von Alfred Gough und Miles Millar für den Sender ABC entwickelt wurde. Produziert wurde sie von Sony Pictures Television und Flower Films. Sie basiert auf der von 1976 bis 1981 ausgestrahlten Fernsehserie Drei Engel für Charlie von Ivan Goff und Ben Roberts. Als Executive Producer fungierten Drew Barrymore, Alfred Gough, Leonard Goldberg und Marcos Siega, während Ember Truesdell und Chris Miller als Produzent beteiligt waren. Die Produktion für eine Pilotfolge begann am 14. Januar 2011. Am 13. Mai 2011 bestellte ABC Charlie’s Angels offiziell als Serie. Die Premiere der Serie fand am 22. September 2011 auf ABC statt.
Aufgrund von rückläufigen Quoten gab ABC am 14. Oktober 2011 die Absetzung der Serie nach nur vier ausgestrahlten Episoden bekannt, zeigte in den darauffolgenden Wochen die drei noch fertig produzierten Episoden auf diesem Sendeplatz. Eine produzierte Episode blieb in den USA unausgestrahlt.
In Deutschland strahlte der Bezahlfernsehsender AXN alle acht Folgen der Serie ab dem 17. Mai 2012 aus.
Eine Ausstrahlung im deutschen Free-TV fand ab dem 10. Oktober 2012 in Doppelfolgen auf dem Sender sixx statt.

## Handlung
Charlie’s Angels handelt von einer früheren Polizistin, einer geheimnisvollen Straßenrennfahrerin und einer Diebin, die von dem unbekannten Millionär Charles „Charlie“ Townsend in Miami als Privatdetektive engagiert werden. Sie erhalten ihre Anweisungen über eine Lautsprecherbox, während sie von John Bosley, Charlies rechter Hand, bei ihren Aufträgen unterstützt werden.

## Figuren
Kate PrinceKate ist eine frühere Polizistin, die Jahre zuvor mit dem Polizisten Ray verlobt war. Er trennte sich von ihr, da sie korrupt wurde, und verließ die Stadt. Sie ist außerdem eine Kampfsportexpertin. Während eines späteren Falls begegnen sich die beiden wieder und klären zu viert den Fall. Vor einem gemeinsamen Abendessen offenbaren sich beide, dass sie noch Gefühle für einander haben. Kate gibt ihm dabei allerdings den Verlobungsring zurück, den sie die drei Jahre (nach der Trennung) aufbewahrt hatte.
Eve FrenchSie ist eine Kindheitsfreundin von Gloria und eine geheimnisvolle Straßenrennfahrerin. Gloria ist zum Auftakt der ersten Folge noch die dritte Person im Trio. Nach dem Tod von Gloria während der Pilotfolge, während der die beiden anderen Frauen Eve kennen lernen und diese ihnen bei der Klärung des Mords hilft, übernimmt Eve zum Schluss der Folge diese Position.
Abby SampsonSie ist eine Diebin und kennt sich daher mit Schlösser knacken und Einbrechen besonders gut aus. Ihr Vater verbüßt eine langjährige Haftstrafe. Sie hat ihn sowie ihre Geschwister mehrere Jahre nicht gesehen. Als das Trio in einem Fall ermittelt, kann ihr Vater Abby einen entscheidenden Hinweis geben. Er ringt ihr dabei das Versprechen ab, dass sie ihn regelmäßig besuchen kommt.
John „Bos“ BosleyBos ist Charlies rechte Hand und unterstützt die Engel bei ihren Aufträgen. In seiner früheren Laufbahn war er u. a. als Hacker unterwegs, arbeitete lange Zeit allein und tat sich später mit einem zweiten, ihm unbekannten Hacker zusammen. Erst bei einem späteren Fall, den die Engel und Bosley von einer Klientin erhalten, stellt sich heraus, dass diese Klientin der frühere Hacker-Partner ist. Aus diesem Grund hat sie es auf Bosley abgesehen. Außerdem hatte er früher eine Beziehung zu einer CIA-Agentin, die degradiert und nach Kuba versetzt wurde, da sie ihn eigentlich festnehmen sollte, aber aufgrund ihrer Gefühle laufen ließ. Weiter war er mit Charlies Tochter Elizabeth zusammen. Sie starb. Bosley fühlt sich für ihren Tod verantwortlich und denkt jeden Tag an sie.

## Produktion
Pläne für eine Neuauflage der ursprünglichen Serie gab es seit Ende 2009, als der Drehbuchautor Josh Friedman, der unter anderem Krieg der Welten geschrieben und die kurzlebige Science-Fiction-Serie Terminator: The Sarah Connor Chronicles erdacht hat, angestellt wurde ein Drehbuch für eine Pilotfolge zu schreiben. Sein Skript wurde schließlich abgelehnt, woraufhin ABC die Smallville-Schöpfer Alfred Gough und Miles Millar beauftragte, ein neues zu schreiben. Executive Producer waren Drew Barrymore, Nancy Juvonen und Leonard Goldberg.
In einem Interview äußerte Alfred Gough sein Vorhaben, die Serie nicht zu „kitschig oder retro“ darzustellen. Er sagte: „Die Figuren sind real und emotional, aber sie haben immer noch gern Spaß, tragen tolle Klamotten, lösen Fälle und treten einigen in den Arsch… wir hoffen die Leute zu überraschen und bringen eine ganz neue Generation zu Charlie’s Angels“. Inszeniert wurde die Pilotfolge vom Fernsehregisseur Marcos Siega. Die Dreharbeiten begannen am 8. März 2011 in Miami im US-Bundesstaat Florida. Am 13. Mai 2011 bestellte ABC Charlie’s Angels offiziell als Serie.
Mitte Oktober 2011 gab ABC die Absetzung der Serie aufgrund von rückläufigen Einschaltquoten bekannt.
Im Januar erhielten Annie Ilonzeh die Rolle der Kate Prince, Minka Kelly die Rolle der Eve French, sowie Rachael Taylor die Rolle der Abby Sampson. Einen Monat später wurde die Rolle des John Bosley mit Ramón Rodríguez besetzt.
Ursprünglich war Robert Wagner für die Sprechrolle des Charlie verpflichtet worden, wurde jedoch vor Ausstrahlung des Serienpiloten wieder entlassen und durch Victor Garber ersetzt.

## Besetzung
| Schauspieler    | Rolle                                 | Synchronsprecher   |
| --------------- | ------------------------------------- | ------------------ |
| Annie Ilonzeh   | Kate Prince                           | Kathrin Gaube      |
| Minka Kelly     | Eve French                            | Maren Rainer       |
| Rachael Taylor  | Abby Sampson                          | Caroline Combrinck |
| Victor Garber   | Stimme von Charles „Charlie“ Townsend | Christoph Jablonka |
| Ramón Rodríguez | John Bosley                           | Benedikt Weber     |
| John Terry      | Victor Sampson                        |                    |

## Episodenliste
| Nr. | Deutscher Titel              | Originaltitel            | Erstausstrahlung USA | Deutschsprachige Erstausstrahlung (D) | Regie           | Drehbuch                                            | Zuschauer (USA) | Zuschauer (DE) |
| --- | ---------------------------- | ------------------------ | -------------------- | ------------------------------------- | --------------- | --------------------------------------------------- | --------------- | -------------- |
| 1   | Engel mit gebrochenem Flügel | Angel with a Broken Wing | 22. Sep. 2011        | 10. Okt. 2012                         | Marcos Siega    | Alfred Gough & Miles Millar                         | 8,76 Mio.       | 0,21 Mio.      |
| 2   | Engel auf dem Laufsteg       | Runway Angels            | 29. Sep. 2011        | 10. Okt. 2012                         | Marcos Siega    | Sonny Postiglione, Alfred Gough & Miles Millar      | 7,11 Mio.       | 0,13 Mio.      |
| 3   | Engel auf Reisen             | Bon Voyage, Angels       | 6. Okt. 2011         | 17. Okt. 2012                         | James Marshall  | Douglas Petrie                                      | 5,93 Mio.       | 0,10 Mio.      |
| 4   | Engel in Ketten              | Angels in Chains         | 13. Okt. 2011        | 17. Okt. 2012                         | James Marshall  | Robert Earll                                        | 5,91 Mio.       | 0,08 Mio.      |
| 5   | Drei Engel im Paradies       | Angels in Paradise       | 20. Okt. 2011        | 24. Okt. 2012                         | Marcos Siega    | Alfred Gough & Miles Millar                         | 5,57 Mio.       | 0,08 Mio.      |
| 6   | Engel im Cyberspace          | Black Hat Angels         | 3. Nov. 2011         | 24. Okt. 2012                         | James Marshall  | Douglas Petrie                                      | 5,31 Mio.       | 0,07 Mio.      |
| 7   | Drei Engel und eine Krone    | Royal Angels             | 10. Nov. 2011        | 24. Okt. 2012                         | J. Miller Tobin | Meredith Lavender & Marcie Ulin                     | 5,10 Mio.       | 0,07 Mio.      |
| 8   | Engel vergessen nicht        | They Are Not Saints      | —                    | 24. Okt. 2012                         | Kevin Bray      | Javier Grillo-Marxuach, Alfred Gough & Miles Millar | —               | 0,06 Mio.      |

## DVD
Die komplette Staffel wurde am 5. Juni 2012 in Nordamerika auf DVD veröffentlicht. Der deutsche DVD-Start fand am 7. März 2013 statt.